# Danaides

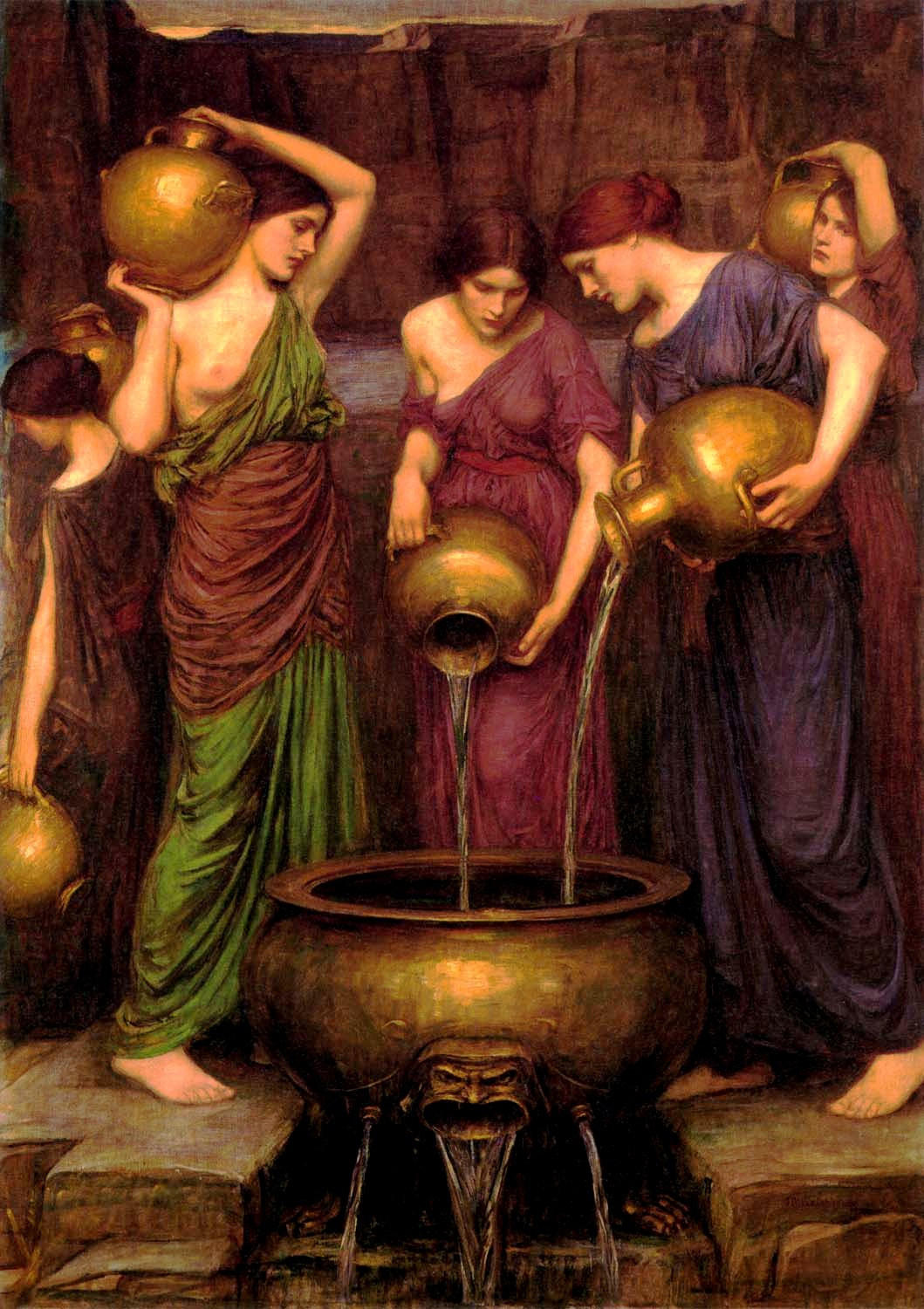
Óleo sobre lienzo de John William Waterhouse: Las danaides. 1903.

En la mitología griega, las danaides (en griego Δαναΐδες) fueron las cincuenta hijas del rey Dánao. Ovidio se refiere a ellas, en Las metamorfosis, como las bélides, en alusión al padre de Dánao y abuelo de las mismas, Belo. Tzetzes dice que Dánao engendró a las cincuenta muchachas con Europa, una de las náyades e hija del Nilo. De entre todas las danaides destacan solamente dos: Hipermestra y Amimone.
Respecto a las ceremonias rituales de Deméter, que los griegos llaman Tesmoforias, las hijas de Dánao fueron las que trajeron consigo esos ritos de Egipto y los enseñaron a las mujeres pelasgas. Hesíodo dice que las danaides enseñaron el arte de perforar pozos y que gracias a ellas la ciudad de Argos, que padecía de una sequía atroz, se hizo una ciudad rica en agua y abundante en pozos.
Esquilo escribió una tetralogía de tragedias acerca de las hijas de Dánao: Las Suplicantes, llegada a nosotros, Los Egipcios, Las Danaides y el drama Amimone.

## Huida a Argos
De múltiples mujeres tuvieron Egipto cincuenta hijos y Dánao cincuenta hijas. Más tarde, al surgir entre ellos rivalidad por el trono, Dánao, por temor a los hijos de Egipto, construyó el primero una nave con el consejo de Atenea, y embarcando en ella a sus hijas huyó. Al arribar a Rodas erigió la estatua de Atenea Lindia. Desde allí y tras desembarcar en Epidauro, marchó a Argos, donde Gelánor, entonces rey, le cedió el trono; una vez adueñado del país llamó dánaos a sus habitantes. Como la tierra estaba yerma, pues Poseidón, encolerizado con Ínaco por declarar que el país pertenecía a Hera, había secado incluso las fuentes, Dánao envió por agua a sus hijas. Una de ellas, Amimone, mientras buscaba, lanzó una flecha a una cierva y alcanzó a un sátiro dormido, el cual despertó y quiso forzarla. Al aparecer Poseidón el sátiro huyó y Amimone yació con el dios, quien le reveló las fuentes de Lerna.
Los hijos de Egipto llegaron a Argos, exhortaron a Dánao a poner fin a su enemistad y le pidieron a sus hijas en matrimonio. Dánao, aunque desconfiaba de sus propósitos y guardaba un rencor por su exilio, consintió y distribuyó a las muchachas. Otros dicen que tres de las hijas de Dánao murieron durante su estancia en Lindo, pero las restantes zarparon rumbo a Argos junto con su padre Dánao.

## Bodas de las danaides
Una vez que hicieron el sorteo de los matrimonios Dánao celebró el banquete y proporcionó cuchillos a sus hijas. Estas degollaron a sus esposos mientras dormían, excepto Hipermestra, quien salvó a Linceo porque había respetado su virginidad; por ello Dánao la encerró manteniéndola vigilada. Las otras danaides enterraron las cabezas de sus esposos en Lerna y tributaron honras fúnebres a los cuerpos ante la ciudad. Atenea y Hermes las purificaron por mandato de Zeus. Más tarde Dánao unió en matrimonio a Hipermestra y a Linceo y asignó las restantes hijas a los vencedores de una competición atlética. Tras la muerte de su padre se casaron con varones argivos; los nacidos de éstos fueron llamados «dánaos». Otros dicen que Amimone tampoco mató a su marido.
A continuación se citan las consortes de Dánao y cada una de las danaides que nacieron de cada unión, según la Biblioteca mitológica:

Con Elefantis y con Europa:
«Reservaron a Hipermestra, que era la mayor, para Linceo, y a Gorgófone para Proteo, pues éstos le habían nacido a Egipto de una mujer de linaje real, Argifía. De los restantes, Busiris, Encélado, Lico y Daifrón lograron las hijas que Dánao había tenido de Europa: Autómate, Amimone, Ágave y Escea; éstas le nacieron a Dánao de una princesa, pero Gorgófone e Hipermestra habían nacido de Elefantis». 
Con Atlantea y con Febe:
«Istro obtuvo a Hipodamía, Calcodonte a Rodia, Agénor a Cleopatra, Queto a Asteria, Diocoristes a Hipodamía, Alces a Glauce, Alcménor a Hipomedusa, Hipótoo a Gorge, Euquénor a Ifimedusa, Hipólito a Rode; estos diez habían nacido de una mujer árabe y las doncellas de ninfas hamadríades, unas de Atlantea y otras de Febe».
Con una mujer etíope:
«Agaptólemo recibió a Pirene, Cércetes a Dorio, Euridamante a Fartis, Egio a Mnestra, Argio a Evipe, Arquelao a Anaxibia, Menémaco a Nelo; estos siete eran hijos de una mujer fenicia, y las muchachas de una etíope».
Con Menfis:
«Los hijos de Tiria eligieron sin sorteo a las hijas de Menfis por la semejanza de sus nombres: Clito a Clite, Esténelo a Esténele, Crisipo a Crisipe».
Con Polixo:
«Los doce hijos de la ninfa náyade Caliadna obtuvieron por sorteo a las hijas de la ninfa náyade Polixo; los hijos eran: Euríloco, Fantes, Perístenes, Hermo, Driante,  Potamón, Ciseo, Lixo, Imbro, Bromio, Políctor y Ctonio; y las muchachas: Autónoe, Téano, Electra, Cleopatra, Eurídice, Glaucipe, Antelea, Cleodora, Evipe, Érato, Estigne y Brice». 
Con Pieria:
«Los hijos de Egipto nacidos de Gorge consiguieron las hijas de Pieria; y Perifante obtuvo a Actea, Eneo a Podarce, Egipto a Dioxipe, Menalces a Adite, Lampo a Ocípete, Idmón a Pilarge».
Con Herse y con Crino:
«Los más jóvenes eran éstos: Idas que recibió a Hipódice, Daifrón a Adiante (la madre de ellas era Herse), Pandión a Calídice, Arbelo a Eme, Hiperbio a Celene, Hipocoristes a Hiperipe; la madre de ellos fue Hefestine y la de ellas Crino».
Higino también cita un catálogo de danaides con sus consortes, en una lista prosaica. La lista está plagada de lagunas, faltan nombres y algunos de ellos se han conservado corruptos (indicados con cursiva). Sea como fuere, la lista comprende, a saber:
Midea a Antímaco. Filomela a Pantio. Escila a Proteo. Anficónome a Plexipo. Evipe a Agenor. Demoditas a Crisipo. Híale a Perio. Trite a Encélado. Damone a Amíntor. Hipótoe a Óbrimo. Mirmídone a Míneo. Erídice a Canto. Cleo a Asterio. Arcadia a Janto. Cleopatra a Metalces. Fila a Filino. Hiparete a Proteonte. Crisótemis a Astérides. Pirante a Atamante. Armoasbo. Glaucipe a Niavio. Demófila a Pánfilo. Autódice a Clito. Políxena a Egipto. Hécabe a Driante. Acamántide a Ecnomino. Arsalte a Efialtes. Monuste a Eurístenes. Amimone a Midano. Hélice a Evídeas. Eme a Polidéctor. Polibe a Itónomo. Helicta a Caso. Electra a Hiperanto. Eubule a Demarco. Daplídice a Pugnón. Hero a Andrómaco. Europompe a Atletes. Pirántide a Plexipo. Critomedía a Antípafo. Pirene a Dólico. Eufeme a Hiperbio. Temistágora a Podasimo. Celeno a Aristónoo. Ítea a Antíoco. Érato a Eudemonte.
Pausanias nos dice que, efectivamente, Dánao inventó esto para sus hijas: como nadie quería casarse con ellas a causa de su crimen, Dánao anunció que las daría en matrimonio sin dar dote al padre de la novia a cada uno la que le gustase por su belleza. Instituyó una competición de carreras entre los no muchos hombres que llegaron, y el primero que llegó pudo elegir antes que los otros, y después de él el segundo, y así hasta el último; las hijas que quedaban debían esperar a que llegaran otros pretendientes y otro certamen de carreras.
Boccaccio dice que las cincuenta danaides solo se conocen los nombres de tres de ellas: Hipermestra, Amimone y Bona. Bona se casó con Atlante y con él engendró a Electra.

## Muerte y condena en el Averno
Algunos alegan que el propio Linceo, el esposo de Hipermestra, mató al resto de danaides con sus propias manos, en venganza por la muerte de los hijos de Egipto. Las cabezas de las muchachas fueron enterradas en Larisa y el resto de los cuerpos en Lerna. Tras su muerte, las danaides fueron juzgadas y declaradas culpables del asesinato de sus esposos. Fueron condenadas a llenar de agua con un cedazo un tonel que no tenía fondo. La única que se salvaría del castigo eterno sería Hipermnestra. Luciano nos cuenta que, al parecer, este castigo ya se hizo proverbial: «como dice el refrán, cuanto más se saca más lleno está, o al revés, como el tonel de las danaides, que no almacenaba el agua que echaban dentro, sino que fluía sin parar». También se cuenta que Orfeo, en su catábasis al inframundo, logró con su prodigiosa música detener durante un tiempo las condenas de los reos; pues también a las muchachas, aunque sea durante unos instantes, se les quedó el cántaro seco, mientras escuchaban embelesadas los cantos del aedo.  Esta condena ha sido utilizada como símbolo del dilema entre la obligación de obedecer los deseos del padre, y la prohibición de matar, añadiendo el agravante de cometer mariticidio. Sin embargo, en el Averno, las tornas cambiarían, y el juicio daría como resultado la absolución de la desobediente, y la condena de las asesinas.

## Otras danaides
Algunas de las danaides no aparecen mencionadas en el episodio mitológico que involucra a Dánao y sus hijas. Estas son:
| Danaide    | Descendencia y particulariades |
| ---------- | --- |
| Anaxítea   | Madre de Óleno por obra de Zeus. |
| Anfimedusa | Madre de Eritrante, el epónimo de Eritras, por obra de Poseidón. |
| Autómate   | Se desposó con Arquíteles, uno de los dos hijos de Aqueo. |
| Escea      | Se desposó con Arcandro, uno de los dos hijos de Aqueo. Tuvieron un hijo llamado Metanastes, que significa «emigrado o forastero», pues Arcandro había llegado de tierras lejanas.                                                 |
| Eurítoe    | Uno de los nombres que se barajan como madre de Enómao en su unión con Ares. Otros dicen que fue la consorte de Enómao y madre de Hipodamía.                                                                                       |
| Faetusa    | Una de las posibilidades que se barajan como la madre de Mírtilo en su unión con Hermes. |
| Filodamía  | Del fundador de Feras o Faras, llamado Faris, era hijo de Hermes y de Filodamía, hija de Dánao. Faris no tuvo hijos varones, pero sí una hija, Telégone. Los mesenios dicen que Telégone fue la que dio a luz a Ortíloco de Alfeo. |
| Fisadea    | Al igual que sus hermanas Amimone e Hipe, dio su nombre a una fuente. |
| Hipe       | Dio su nombre a una fuente, al igual que sus hermanas Fisadia y Amimone. |
| Hipodamía  | Madre de Óleno por Zeus (y acaso la misma que Anaxítea, antes citada). |
| Isónoe     | También denominada como Isínoe o Hesíone. Se convirtió en la madre de Orcómeno, ora con Zeus, ora con Eteocles o bien tuvo a Crises. Dio su nombre a uno de los satélites de Júpiter, Isonoé.                                      |
| Polidora   | Una ninfa madre del rey Dríope en su unión con el río Esperqueo. |
| Side       | Dio su nombre al pueblo laconio homónimo. |